# Bruce Rioch
Bruce David Rioch (Aldershot, 1947. szeptember 6. – ) skót válogatott labdarúgó, edző. 

## Pályafutása

### Klubcsapatban
Aldershotban született, Angliában. Pályafutását a Luton Town csapatában kezdte 1964-ben. Öt évig játszott a Lutonban, majd az Aston Villához igazolt 1969-ben, melynek szintén öt éven keresztül volt a tagja. 1974 és 1976 között a Derby County, 1976 és 1977 között az Everton játékosa volt. 1977-ben visszatért a Derbyhez, majd kölcsönadták először a Birmingham City, azt követően pedig a Sheffield United együttesének. 1980-ban az Egyesült Államokba igazolt a Seattle Sounders együtteséhez, ahol egy évig játszott. 1981-ben visszatért Angliába a Torquay United csapatához, ahol játékosedzőként fejezte be a pályafutását.  

### A válogatottban
1975 és 1978 között 24 alkalommal szerepelt a skót válogatottban és 6 gólt szerzett. Részt vett az 1978-as világbajnokságon, ahol csapatkapitányként vezette a nemzeti csapatot. 

### Edzőként
1982-ben játékosedzőként dolgozott a Torquay Unitednél. 1985 az Egyesült Államokban a Seattle Storm csapatánál dolgozott. 1986 és 1990 között a Middlesbrough, 1990 és 1992 között a Millwall, 1992 és 1995 között a Bolton Wanderers vezetőedzője volt. 1995-ben kinevezték az Arsenal élére, ahol egy szezont töltött. Később dolgozott még segédedzőként a Queens Park Rangers, majd vezetőedzőként a Norwich City és a Wigan Athletic együttesénél. 2005 és 2007 között a dán Odense, 2008-ban az Aab szakmai munkájáért volt felelős. 

## Sikerei, díjai

### Játékosként
Aston Villa
- Angol ligakupa döntős (1): 1970–71

Derby County
- Angol bajnok (1): 1974–75
- Angol szuperkupa (1): 1975

Skócia
- Brit házibajnokság (2): 1975–76, 1976–77[